# Reed (dispositivo)

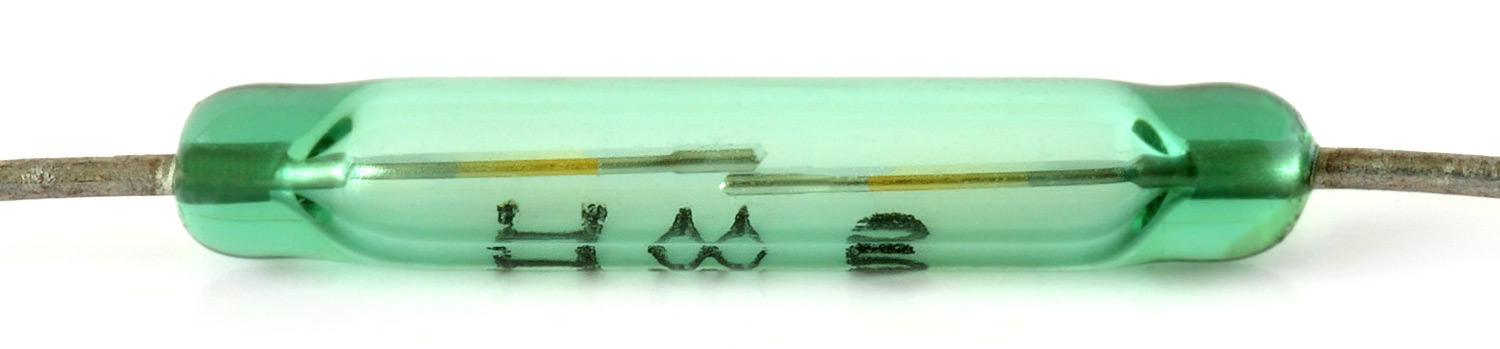
contatto reed

I dispositivi Reed sono dei componenti elettronici o elettromeccanici che lavorano usando la tecnologia dei contatti Reed, realizzata per la prima volta dalla Bell Labs.

## Storia
Fu inventato presso i Bell Telephone Laboratories nel 1936 da Walter B. Ellwood con brevetto del 1941 US patent 2264746, Electromagnetic switch.

## Contatto Reed

Esempio di funzionamento

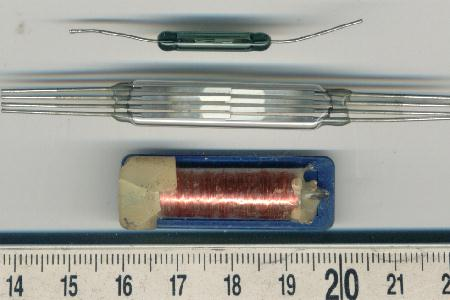
In alto un interruttore reed monopolare, quattro poli e Relè reed monopolare

Il contatto Reed è un interruttore a lamina (normalmente aperto) che si chiude in presenza di un campo magnetico,di solito di un materiale ferroso.

### Struttura
Nella forma più semplice è costituito da due lamine, realizzate con materiale ferromagnetico (una lega di ferro-nichel), parzialmente sovrapposte e separate tra loro di qualche decimo di millimetro. Sulle lamine contrapposte sono riportati dei contatti (generalmente in oro diffuso).
Le lamine vengono sigillate all'interno di un piccolo contenitore di vetro riempito di gas inerte (azoto o argon). Le estremità delle lamine opposte ai contatti fuoriescono dal contenitore e costituiscono i terminali del contatto.
In presenza di un campo magnetico le lamine diventano sede di flusso magnetico e sulle estremità si formeranno poli di segno opposto che tenderanno ad attrarsi. Se il campo magnetico e sufficientemente forte (100-200 amperspire), la forza d'attrazione vince la resistenza a flessione e le lamine attraendosi chiuderanno il contatto.

### Caratteristiche
I contatti Reed presentano significativi vantaggi:
- i contatti sono protetti in un ambiente stagno con atmosfera inerte; questo permette, quando usati all'interno delle specifiche d'utilizzo, di avere un'affidabilità molto elevata (fino a 100 milioni di commutazioni);
- la forza d'attrazione, una volta che le lamine si sono toccate, è molto alta riducendo o impedendo i rimbalzi; ciò aiuta la buona conservazione dei contatti e riduce la produzione di falsi segnali.

Altre caratteristiche significative:
- resistenza dei contatti bassa (0,1-0,2 ohm);
- capacità elettrostatica dei contatti aperti bassa (minore di 1 pF);
- tensione di scarica tra i contatti elevata (fino a 1 kV);
- velocità di commutazione da qualche millisecondo a 0,1 secondi

Lo svantaggio principale di questi contatti è l'impossibilità di realizzare lamine di grande dimensione, in grado di far passare forti correnti: normalmente i contatti Reed non commutano correnti superiori a 1 A.

### Contatti deviatori
È possibile realizzare dei deviatori Reed in luogo di semplici interruttori.
In questo caso, una lamina flessibile di materiale ferromagnetico, che costituisce il contatto centrale, può muoversi tra due terminali, provvisti di contatti dorati. Il terminali normalmente chiuso (NC-) è di un materiale amagnetico, invece quello normalmente aperto (NA-) è di materiale ferromagnetico. La struttura è completata da una piccola molla che flette la lamina ferromagnetica sul terminale NC.
A riposo, vi è connessione tra il terminale del contatto centrale e il terminale NC. In presenza di un campo magnetico, la forza d'attrazione tra i terminali ferromagnetici vince la resistenza della molla, realizzando la connessione tra il terminale del contatto centrale e il terminale NA.

### Contatti multipolari
Questa tecnologia permette anche di comandare più contatti contemporaneamente: infatti è possibile inserire diversi contatti all'interno della medesima bobina (sono stati applicati fino a 12 contatti), eccitando la bobina, il flusso magnetico che questa genera attiva tutti i contatti contemporaneamente.
Questa capacità risulta molto utile per realizzare dei relè multipolari.

## Sensori Reed

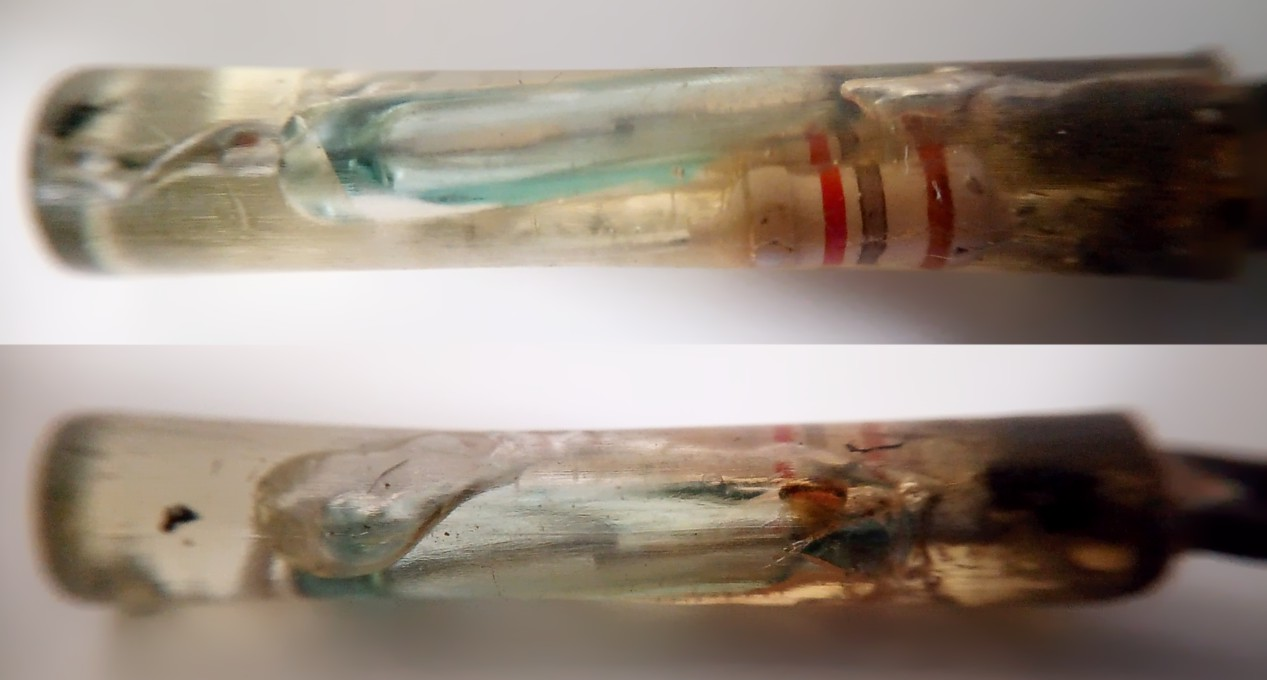
Contatto reed a due fili usato come encoder, è possibile vedere l'ampolla del contatto reed e il resistore in serie

I contatti Reed sono utilizzati in vari tipi di sensori. Esistono due modalità d'utilizzo di questi contatti:
- semplici contatti puri, destinati alla rilevazione di un campo magnetico;
- apparecchiature complesse, in cui il contatto Reed è utilizzato come elemento di trasduzione.

### Contatti puri
Al primo tipo fanno riferimento ad esempio i contatti magnetici per antifurti: un magnete permanente viene fissato sul bordo di una porta o di una finestra, sullo stipite viene montato il contatto Reed. Finché la porta rimane chiusa, il contatto, sotto l'influenza del magnete, rimane chiuso. Se viene aperta la porta, il magnete allontanandosi, permette l'apertura del contatto.
Basandosi sullo stesso principio, il contatto Reed può essere usato come sensore di prossimità.

### Trasduttori Reed
I contatti Reed possono costituire l'elemento di trasduzione di un sensore pensato per misurare delle grandezze fisiche. Ad esempio può essere usato per la creazione di encoder a bassa risoluzione, utili per la lettura di angoli o velocità rotazionali. L'encoder, accoppiato a una ruota di diametro noto, permette misure di velocità lineare, spazio o accelerazione.
Da qualche tempo per questo tipo di applicazione i contatti Reed vengono sostituiti con i sensori ad effetto Hall, che presentano:
- velocità di commutazione elevatissima, fino a 1 microsecondo;
- vita media limitata dall'affidabilità elettronica del componente (molti anni) e non dal numero di commutazioni.

## Relè Reed
Il relè Reed è un relè che ha sostituito i classici contatti elettromeccanici con dei contatti Reed: il contatto viene avvolto dalla bobina d'eccitazione, quando essa genera il campo magnetico, quest'ultimo chiude direttamente il contatto, senza l'intermediazione di leverismi, alcuni modelli hanno ai capi della bobina il diodo di protezione.
Per realizzare relè a più contatti, è sufficiente inserire diversi contatti Reed all'interno della bobina d'eccitazione.
L'assenza di leverismi permette:
- miniaturizzazione più spinta: molti relè hanno le dimensioni di un circuito integrato, alcuni adottano lo stesso package;
- vita media lunga, normalmente molto superiore a 1 milione di commutazioni.

Per questi motivi i relè Reed hanno sostituito i relè tradizionali in tutte le applicazioni che non richiedono commutazioni con corrente superiore a mezzo ampere.